# Barış Esen
Barış Esen (ur. 3 listopada 1986 w Antalyi) – turecki szachista, arcymistrz od 2010 roku.

## Kariera szachowa
W latach 2000–2006 wielokrotnie reprezentował Turcję na mistrzostwach świata i Europy juniorów w różnych kategoriach wiekowych. Trzykrotnie zdobył srebrne medale indywidualnych mistrzostw Turcji, w latach 2007, 2009  oraz 2013.
Wielokrotnie reprezentował Turcję w turniejach drużynowych, m.in.:
- trzykrotnie na olimpiadach szachowych (w latach 2006, 2010, 2012)[2],
- dwukrotnie na drużynowych mistrzostwach świata (w latach 2010, 2013)[3],
- czterokrotnie na drużynowych mistrzostwach Europy (w latach 2005, 2007, 2009, 2013)[4],
- dwukrotnie na drużynowych mistrzostwach Europy juniorów do 18 lat (w latach 2001, 2002)[5].

W 2008 r. zwyciężył (wspólnie z Shojaatem Ghane) w otwartym turnieju w Çanakkale, natomiast w 2009 r. podzielił I m. (wspólnie z Giorgim Bagaturowem) w Salonikach. Normy na tytuł arcymistrza wypełnił w Ankarze (2009, dz. I m. wspólnie z Mustafą Yilmazem), Salonikach (2010, dz. I m. wspólnie z Krumem Georgiewem, Daniele Vocaturo i Marijanem Petrowem) oraz Konyi (2010, dz. III m. za Tamazem Gelaszwilim i Jurijem Drozdowskim, wspólnie z Lucianem-Costinem Mironem).
Najwyższy ranking w dotychczasowej karierze osiągnął 1 września 2014 r., z wynikiem 2593 punktów.